# Battleground (2013)
Battleground (2013) foi um evento em pay-per-view de luta profissional produzido pela WWE, que ocorreu em 6 de outubro de 2013, no First Niagara Center em Buffalo, Nova Iorque. O Battleground substituiu o Over the Limit no mês de outubro a partir de 2013.

## Antes do evento
Battleground teve lutas de wrestling profissional de diferentes lutadores com rivalidades e histórias pré-determinadas que se desenvolverão no Raw, SmackDown e Main Event — programas de televisão da WWE, tal como nos programas transmitidos pela internet - Superstars e NXT. Os lutadores interpretarão um vilão ou um mocinho seguindo uma série de eventos para gerar tensão, culminando em várias lutas.
Depois de Daniel Bryan vencer Randy Orton no Night of Champions pelo Campeonato da WWE, o diretor de operações Triple H retirou o título de Bryan no Raw da noite seguinte, devido o árbitro Scott Armstrong admitir que fez uma contagem mais rápida do que o convencional. Em todo caso, Triple H não devolveu o cinturão a Orton, pois ele e sua esposa, Stephanie McMahon, acreditaram que a performance de Orton no Night of Champions não era o que eles queriam para ser o rosto da WWE, declarando que eles queriam mais agressividade. Em uma entrevista conduzida por Michael Cole no website da WWE, Triple H anunciou que Randy Orton e Daniel Bryan se enfrentariam no Battleground pelo Campeonato da WWE.
No Night of Champions, Rob Van Dam derrotou o campeão Alberto Del Rio pelo Campeonato Mundial dos Peso Pesados por desqualificação, deste modo, não conquistando o título. No SmackDown de 20 de setembro, Triple H deu a Van Dam uma outra oportunidade para uma luta pelo cinturão frente à Alberto Del Rio no Battleground. Imediatamente após isso, Del Rio atacou Van Dam nos bastidores. No SmackDown de 27 de setembro, a luta no pay-per-view se tornou numa battleground hardcore rules.
CM Punk começou uma rivalidade com Paul Heyman em julho, depois de Heyman custar-lhe a luta Money in the Bank por um contrato pelo Campeonato da WWE, o que resultou em Brock Lesnar, lutador agenciado por Heyman, derrotar Punk no SummerSlam em um luta sem desqualificações. Punk continuou sua rivalidade com Heyman e seu outro cliente, Curtis Axel, resultando em uma luta 2-contra-1 de eliminação sem desqualificações no Night of Champions. Depois de Axel ser eliminado, Punk algemou e atacou Heyman. Ryback salvou Heyman do ataque, jogando Punk em uma mesa e lhe custando o combate. No episódio do Raw de 23 de setembro, foi anunciado que CM Punk enfrentaria Ryback no Battleground.
Também no Raw de 23 de setembro, Brie Bella realizou o pinfall' na campeã das Divas AJ Lee em uma luta de quintetos. No mesmo dia foi anunciado que Brie iria enfrentar AJ no Battleground pelo Divas Championship.
No Raw de 2 de setembro, Cody Rhodes foi obrigado por Triple H a enfrentar Randy Orton e caso perdesse, seria demitido. Rhodes saiu derrotado e foi demitido (na história) por Triple H na sequência. Na semana seguinte, o meio-irmão de Rhodes, Goldust, também perdeu para Orton em uma luta que caso vencesse Cody seria reintegrado. No Raw de 16 de setembro, Stephanie McMahon ofereceu a Dusty Rhodes a possibilidade de escolher um de seus filhos para voltar a trabalhar na WWE, porém ele se recusou a fazer e foi nocauteado por Big Show. Uma semana mais tarde, Rhodes e Goldust surpreenderam a The Shield (Dean Ambrose, Seth Rollins e Roman Reigns) quando estes iriam atacar Daniel Bryan. No episódio do Raw de 30 de setembro, Triple H concedeu a Rhodes e Goldust uma luta contra os campeões de duplas Seth Rollins e Roman Reigns no Battleground e se caso vencessem, teriam seus empregos de volta, mas do contrário, nunca mais poderiam trabalhar na WWE e Dusty Rhodes seria demitido.
Foi anunciado no website da WWE e durante o Raw de 30 de setembro que Dolph Ziggler enfrentaria Damien Sandow no pré-show (também chamado de "Kickoff") do Battleground.
No Raw de 30 de setembro, R-Truth derrotou o campeão intercontinental Curtis Axel após este se distrair com a música de CM Punk. No mesmo dia, R-Truth pediu ao gerente geral do Raw Brad Maddox uma luta pelo Intercontinental Championship. Dois dias depois, durante o Main Event, foi anunciado que Truth conseguiu um combate contra Axel no Battleground pelo título.
No Raw de 30 de setembro após Kofi Kingston derrotar Fandango, Bray Wyatt apareceu e fez uma promo afirmando que todos cairiam perante ele.  No SmackDown de 4 de outubro, Wyatt novamente mandou uma mensagem a Kingston. No mesmo dia foi anunciado uma luta entre eles no Battleground.

## Resultados
| Nº                                          | Resultados | Estipulações | Tempo |
| ------------------------------------------- | --- | --- | ----- |
| Pré- show                                   | Dolph Ziggler derrotou Damien Sandow                                                                                               | Luta individual | 10:07 |
| 1                                           | Alberto Del Rio (c) derrotou Rob Van Dam (com Ricardo Rodriguez) por submissão                                                     | Luta Battleground Hardcore Rules pelo World Heavyweight Championship                                                                                         | 16:08 |
| 2                                           | The Real Americans (Jack Swagger e Antonio Cesaro) (com Zeb Colter) derrotaram Santino Marella e The Great Khali (com Hornswoggle) | Luta de duplas | 4:54  |
| 3                                           | Curtis Axel (c) (com Paul Heyman) derrotou R-Truth                                                                                 | Luta individual pelo Intercontinental Championship | 7:41  |
| 4                                           | AJ Lee (c) (com Tamina Snuka) derrotou Brie Bella (com Nikki Bella)                                                                | Luta individual pelo Divas Championship | 6:46  |
| 5                                           | Cody Rhodes e Goldust (com Dusty Rhodes) derrotaram The Shield (Seth Rollins e Roman Reigns)                                       | Luta de duplas; se Cody e Goldust vencessem, conseguiriam seus empregos de volta, do contrário, nunca mais poderiam trabalhar na WWE e Dusty seria demitido. | 13:58 |
| 6                                           | Bray Wyatt (com Luke Harper e Erick Rowan) derrotou Kofi Kingston                                                                  | Luta individual | 8:45  |
| 7                                           | CM Punk derrotou Ryback (com Paul Heyman)                                                                                          | Luta individual | 14:59 |
| 8                                           | Daniel Bryan vs. Randy Orton acabou sem vencedor                                                                                   | Luta individual pelo vago WWE Championship | 24:04 |
| (c) – Refere-se aos campeões antes da luta. | | |       |